# Oliarus pygmaea
Oliarus pygmaea är en insektsart som beskrevs av Vilbaste 1961. Oliarus pygmaea ingår i släktet Oliarus och familjen kilstritar. Inga underarter finns listade i Catalogue of Life.